# ジョニー・モウレム
ジョニー・モウレム（Johnny Mowlem、1969年2月12日 - ）は、イギリスのレーシングドライバー。

## 人物
モウレムは、デイトナ24時間レース、ル・マン24時間レース、スパ・フランコルシャン24時間レース、セブリング12時間レースなどで活躍。世界選手権のスポーツカーレースのすべてのクラスに参加しており、世界のエリートスポーツカー・ドライバーの1人として知られている。

## レース記録

### ル・マン24時間レース
| 年     | チーム                                   | コ・ドライバー                                        | 車両                        | クラス  | 周回 | 総合順位 | クラス順位 |
| ------ | ---------------------------------------- | ----------------------------------------------------- | --------------------------- | ------- | ---- | -------- | ---------- |
| 2000年 | Skea Racing International                | デビッド・マリー サッシャ・マーセン                   | ポルシェ・911 GT3-R         | GT      | 304  | 17位     | 2位        |
| 2001年 | エキュリー・エコッス レイ・マロック Ltd. | イアン・マッケンラー ブルーノ・ランバート             | サリーン・S7-R              | GTS     | 175  | DNF      | DNF        |
| 2003年 | リシ・コンペツィオーネ                   | シャネ・ルイス ブッチ・ライツィンガー                 | フェラーリ・360モデナ GTC   | GT      | 138  | DNF      | DNF        |
| 2006年 | ACEMCO モータースポーツ                  | テリー・ボルシェラー クリスチャン・フィッティパルディ | サリーン・S7-R              | GT1     | 337  | 11位     | 6位        |
| 2007年 | リシ・コンペツィオーネ                   | ミカ・サロ ハイメ・メロ                               | フェラーリ・F430 GT2        | GT2     | 223  | DNF      | DNF        |
| 2008年 | Creation Autosportif                     | ストウト・ホール マルク・ホーセンス                   | クリエイション・CA07-AIM    | LMP1    | 316  | 24位     | 11位       |
| 2011年 | ロータス Jetalliance                     | ジョナサン・ヒルッチー ジェームズ・ロシター           | ロータス・エヴォーラ GTE    | GTE Pro | 295  | 22位     | 7位        |
| 2013年 | HVM ステータス・グランプリ               | ジョナサン・ヒルッチー トニー・ブルゲス               | ローラ・B12/80-ジャッド     | LMP2    | 144  | DNF      | DNF        |
| 2014年 | RAM                                      | アリチィ・ハミルトン マーク・パターソン               | フェラーリ・458イタリア GT2 | GTE Am  | 319  | 32位     | 12位       |
| 2020年 | Red River Sport                          | ボナミー・グリメス チャールズ・ホリングス             | フェラーリ・488 GTE Evo     | GTE Am  | 325  | 41位     | 15位       |